# 하비상
하비상(영어: Harvey Award)은 만화책에 주어지는 미국의 상이다. 게리 그로스가 하비 쿠츠만의 이름을 본따 만들어졌다. 1987년 이후 시상이 중단된 커비상의 뒤를 이어 현재까지 이어져 오고 있다.